# Jim Cantamessa
James Fracis Cantamessa (Beaver Falls, 25 mei 1978) is een Amerikaans-Frans voormalig basketballer.

## Carrière
Cantamessa speelde van 1996 tot 2000 collegebasketbal voor de Siena Saints samen met onder andere Marcus Faison en Prosper Karangwa. Hij tekende in 2000 zijn eerste profcontract bij het Franse Rouen Métropole Basket in de Franse tweede klasse. Het jaar erop tekende hij bij het Portugese FC Porto en speelde er een seizoen. In 2002 tekende hij bij s.Oliver Würzburg in de Duitse hoogste klasse.
En voor het seizoen 2003/04 tekende hij bij de Franse eersteklasser Châlons-Reims Basket. In 2004 tekende hij dan bij de Belgische eersteklasser Euphony Bree waar hij drie seizoenen speelde en in 2005 mee de landstitel won. Hij speelde in 2007/08 nog een laatste profseizoen bij Dexia Mons-Hainaut.
In 2010 werd hij assistent-coach bij Greensboro College Pride in NCAA Division III en werd ook hoofdcoach van de golfploeg van 2016 tot 2023. In 2019 werd hij hoofdcoach van de basketbalploeg van Greensboro tot in 2023. In 2023 werd hij assistent-coach van de Eckerd Tritons in NCAA Division II.

## Erelijst
- Belgisch landskampioen: 2005